# 田中浩朗
田中 浩朗（たなか ひろあき）は日本の科学史家。東京電機大学工学部教授。

## 経歴
- エンジニアを志し、東京大学理科一類に入学。数学や物理の授業が無味乾燥に感じられ、科学や技術に対しての関心が急速に薄れていく中で、科学そのものよりは科学をどうとらえるかということに興味を持ち始める。柴谷篤弘『反科学論』（みすず書房、1973年）を読み、科学に対する批判的な意識も芽生え、同大教養学部科学史科学哲学分科に進学した。[1]
- 1991年10月-1993年9月  福岡教育大学教育学部助手
- 1993年10月-1996年9月  福岡教育大学教育学部専任講師
- 1996年10月-2005年3月  福岡教育大学教育学部助教授
- 2005年4月-2009年9月  東京電機大学工学部准教授
- 2009年10月-  東京電機大学工学部教授

- 現在の専門分野：科学社会学・科学技術史（科学技術動員史、科学技術制度史）
- 所属学会：日本科学史学会(1988/6-)、 化学史学会(1988/10-)、 大学教育学会(2004/2-)[2]

## 著作

### 共著
- 『フレッシュマンセミナーテキスト―大学新入生のための学び方ワークブック』 2009/3
- 『“戦争と科学”の諸相』  2006/2
- 『［通史］日本の科学技術 第2巻［自立期］1952-1959 』 1995/6
- 『戦後科学技術の社会史』  1994/9

### 論文
- 「大学における科学史教育と科学史関連学会の役割」 2007/12
- " The Science and Technology Mobilization System in Imperial Japan "（帝国日本の科学技術動員体制）  2006/3
- 「化学兵器研究体制史の構想(下)」  2003/5
- 「化学兵器研究体制史の構想(中)」  2002/5
- 「化学兵器研究体制史の構想(上)」  2001/5
- 「大学生に対する図書館を利用した調べ学習の指導」 2001/2
- 「理科教育における科学読み物-教育養成におけるその意義を中心に-」  2000/2
- 「『科学技術動員』」の概念について」  1999/2
- 「自らの自然観・科学観を探る授業-脳死・臓器移植問題を素材にして-」  1995/2
- 「科学者の社会学と科学知識の社会学-その紹介と位置付け-」  1992/6
- 「帝国物理技術研究所設立期におけるドイツ物理学の制度的問題」 1990/4

### 書評ほか
- （紹介）梶雅範編『科学者ってなんだ？』2008/9
- On Walter E. " Grunden's Secret Weapons and World War II: Japan in the Shadow of Big Science " (Book Review) 2007/12
- （紹介）K.ホフマン『オットー・ハーン―科学者の義務と責任とは』 2007/9
- （紹介）畑野勇『近代日本の軍産学複合体』 2006/9
- 見通しをもった顕微鏡観察をいかに実現するか－仮説実験授業における科学史活用の事例 2004/11
- シンポジウム：日本戦時科学史の現状と課題―2003年度年会報告―  2004/3
- 科学中心か, 子供中心か?―日本理科教育の軌跡  1994/6